# Karel Halíř
Karel Halíř (Hohenelbe, 1 de febrer de 1859 – Berlín, 21 de desembre de 1909) fou u violinista bohemi.
Fou deixeble de Bennewitz en el Conservatori de Praga, i des de 1874 fins al 1876 de Joachim. Primerament actuà com a primer violí en la capella de concerts de Bilse, desenvolupant més tard el mateix càrrec a Königsberg i Mannheim fins que el 1884 fou cridat a Weimar com a mestre de capella de la cort, on, com a virtuós, donà mostres d'un rar talent musical. El 1894 fou nomenat successor d'Ahnas en la direcció de l'orquestra de Palau de Berlín, càrrec que deixà el 1907. Formà part del quartet Joachim i després en fundà un altre amb Exner, Müller i Dechert. Un dels seus deixebles destacats cal citar Adolf Hubert o Hakon Schmedes.